# GJ Ab
Die Güterwagen der Baureihe Ab der dänischen Gjedser Jernbane waren fünf geschlossene Luxuspferdetransportwagen (dänisch Lukket luksushestevogn). Sie wurden 1886 von der Waggonfabrik Heine in Preetz in Schleswig-Holstein gebaut.

## Geschichte
Die geschlossenen Pferdetransportwagen konnten durch drehbare niedrige Flügeltüren in sieben Abteile unterteilt werden. In den Seitentüren befanden sich Fenster, die geöffnet werden konnten. Das Verladen der Pferde musste vorzugsweise durch die zweiflügeligen Stirnwandtüren erfolgen.
Die Wagen durften nicht im Ausland und nicht für Waren verwendet werden, die durch Feuchtigkeit beschädigt werden konnten.

## DSB GB (II)
Mit der Übernahme der von der A/S Gjedser Jernbane erbauten Strecken am 1. Januar 1893 durch die Danske Statsbaner (DSB) wurden die Wagen mit übernommen und erhielten die Baureihenbezeichnung GB (II) sowie die Betriebsnummern 1849–1853. In dieser Baureihe waren nach der Übernahme insgesamt 29 Pferdetransportwagen, von denen sich 24 bereits bei den DSB befanden, eingereiht.
Bei einer Nummernänderung innerhalb der Baureihe wurden sie 1899 mit den neuen Betriebsnummern 2295–2299 versehen.

## DSB IF (IV)
1911 wurden GB 2298–2299 in IF 4671–4672, 1912 GB 2297 in IF 4670 und 1913 GB 2295–2296 in IF 3996–3997 umgebaut. Die Wagen IF 4670–4672 waren nach dem Umbau 4 cm länger, hatten ein Leergewicht von 7 Tonnen und konnten eine Last von 10 Tonnen tragen. IF 3996–3997 hatten nach dem Umbau einen verkürzten Achsabstand von 3,66 m und ebenso ein Leergewicht von 7 Tonnen und eine Lastaufnahme von 10 Tonnen.
Noch 1913 erhielten die Wagen IF 4670–4672 die neuen Betriebsnummern IF 3998–4000.

## DSB IC (II)
Zwischen 1928 und 1932 erfolgte eine weitere Änderung der Baureihenbezeichnung. Nunmehr wurden die Wagen als DSB IC (II) mit gleicher Betriebsnummer 3996–4000 einsortiert. Der IC 4000 wurde 1934 ausgemustert.
1941 wurden neue Betriebsnummern vergeben, weil die Nummernkreise durch die Zahl der vorhandenen Güterwagen nicht mehr ausreichten. Die Wagen 3996–3999 bekamen durch das Vorstellen einer 2 die Nummern 23996–23999.
IC 23996 wurde ab 1943 nur noch zwischen Nyborg Vk und Nyborg Godsekspedition für den lokalen Güterverkehr verwendet und 1947 ausgemustert.
IC 23997 wurde ab 1948 nur noch zwischen Helgoland maskindepot und Frederikssund für den lokalen Güterverkehr verwendet und 1958 ausgemustert.
IC 23998 wurde wie 23997 zwischen Helgoland und Frederikssund eingesetzt und 1951 ausgemustert und IC 23999 hatte bis zur Ausmusterung 1954 das gleiche Einsatzgebiet.